# Memecylon leucanthum
Memecylon leucanthum är en tvåhjärtbladig växtart som beskrevs av George Henry Kendrick Thwaites. Memecylon leucanthum ingår i släktet Memecylon och familjen Melastomataceae. IUCN kategoriserar arten globalt som sårbar. Inga underarter finns listade i Catalogue of Life.